# Hal Blaine
Hal Blaine, rodným jménem Harold Simon Belsky (5. února 1929 – 11. března 2019) byl americký bubeník. Během své kariéry pracoval převážně jako studiový hudebník a byl členem skupiny studiových hudebníků nazvané The Wrecking Crew. Během své kariéry tak spolupracoval s desítkami různých hudebníků, jako byli například Elvis Presley, Simon & Garfunkel, The Byrds, Love, The Beach Boys, Buffalo Springfield nebo Chunky, Novi & Ernie a mnoho dalších. V roce 2000 byl uveden do Rock and Roll Hall of Fame.